# Едвін Армстронг
Едвін Говард Армстронг (англ. Edwin Howard Armstrong; 18 грудня 1890 року, Нью-Йорк — 1 лютого 1954, там само) — видатний американський радіоінженер і винахідник. Випускник Колумбійського університету, в якому згодом обіймав посаду професора.
У 1913 році закінчив Колумбійський університет за спеціальністю «електротехніка». В 1913—1914 роках працював там же асистентом на кафедрі електротехніки, надалі — в університетській дослідницькій лабораторії. Під час Першої світової війни служив у військах зв'язку в Парижі. З 1914 по 1935 рік проводив дослідження і експерименти в галузі радіотехніки. У 1934 став професором електротехніки Колумбійського університету.
Увійшов в історію як винахідник найважливіших типів радіоприймачів — регенеративного, суперрегенеративного і супергетеродинного. Також першим запропонував використовувати частотну модуляцію в радіозв'язку, що втілилось у винайдення FM радіо.
Покінчив життя самогубством, вистрибнувши з вікна своєї квартири на 13 поверсі. Причиною самогубства стала тяжка депресія, викликана багаторічними позовами з великими американськими компаніями через патентування ними його винаходів.

## Нагороди
- Медаль пошани IEEE (1917)
- Медаль Еглестона (1939)
- Медаль Голлі (1940)
- Медаль Франкліна (1941)
- Медаль Едісона (1942)
- Медаль Джона Скотта (1942)
- Вашингтонівська премія (1951)

Посмертно був обраний у пантеон Міжнародного союзу електрозв'язку (ITU) поряд з такими вченими як Ампер, Белл, Фарадей та Маркони.

## Патенти
Армстронг отримав 42 патенти, деякі з них подані нижче.
- U.S. Patent 1 113 149 : Wireless Receiving System
- U.S. Patent 1 334 165 : Electric Wave Transmission
- U.S. Patent 1,336,378 [Архівовано 20 травня 2013 у Wayback Machine.]: Antenna with Distributed Positive Resistance
- U.S. Patent 1 342 885 : Method of Receiving High Frequency Oscillation
- U.S. Patent 1 415 845 : Selectively Opposing Impedance to Received Electrical Oscillations
- U.S. Patent 1,424,065 [Архівовано 10 червня 2013 у Wayback Machine.]: Signaling System
- U.S. Patent 1 611 848 : Wireless Receiving System for Continuous Wave
- U.S. Patent 1 941 066 : Radio Signaling System (один з патентів, що стосується широкополосного FM-радіозв'язку, виданий у 1933)
- U.S. Patent 1 941 068 : Radiosignaling (один з патентів, що стосується широкополосного FM-радіозв'язку, виданий у 1933)
- U.S. Patent 1 941 069 : Radiosignaling (один з патентів, що стосується широкополосного FM-радіозв'язку, виданий у 1933).